# Rechberghausen
Rechberghausen ist eine Gemeinde im Norden des Landkreises Göppingen in Baden-Württemberg. Sie gehört zur Region Stuttgart (bis 1992 Region Mittlerer Neckar) und zur Randzone der europäischen Metropolregion Stuttgart.

## Geographie

### Geographische Lage

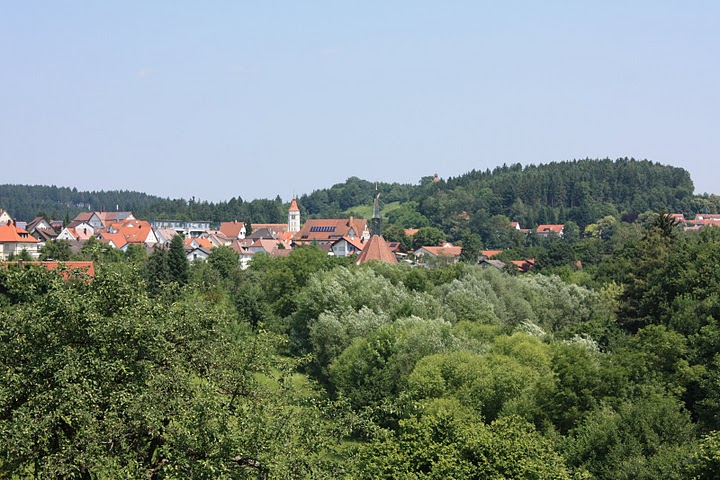
Blick auf Rechberghausen

Die Gemeinde liegt im Vorland der mittleren Schwäbischen Alb und am Rande des östlichen Schurwaldes auf etwa 320 bis 400 m ü. NN am Marbach, einem rechten Nebengewässer der Fils. Am Eintritt in den auf beiden Ufern und Hängen des Baches liegenden Hauptort fließt ihm ihr großer rechter Oberlauf Herrenbach zu.

### Nachbargemeinden
Im Nordwesten grenzt die Gemeinde Börtlingen an, im Nordosten Birenbach. Östlicher und südöstlicher Nachbar ist die Kreisstadt Göppingen, mit deren Stadtteil Bartenbach Rechberghausen zusammengewachsen ist, der westliche ist die Gemeinde Wangen. Alle liegen im Landkreis Göppingen. 

### Gliederung
Die Gemeinde besteht aus dem Hauptort Rechberghausen und dem kleineren Weiler Oberhausen nordöstlich davon. Sonnenberg heißt ein etwas höher gelegenes Wohngebiet nördlich der Ortsmitte.

### Flächenaufteilung
Nach Daten des Statistischen Landesamtes, Stand 2014.

## Geschichte

### Überblick
Der Ort wurde 1245 erstmals urkundlich erwähnt. Vor dem Jahr 1274 gehörte das Dorf dem Ritter Ulrich III. von Rechberg-Bettringen. Nach seinem Tod teilten zwei seiner Söhne sein Erbe. Sein gleichnamiger Sohn erbte die Herrschaft Rechberghausen und bildete dann eine eigene Nebenlinie Rechberg-Rechberghausen aus. Um 1366 verkaufte Johann V. von Rechberg-Rechberghausen seine Herrschaft samt Burg und Stadt an Herzog Friedrich von Teck. Dieser übergab die Herrschaft an Österreich und erhielt sie sogleich als Lehen zurück. 1374 verkaufte Österreich Burg und Stadt an die Herren von Rechberg zu Hohenrechberg. Graf Alois Clemens von Rechberg ließ 1721 das Neue Schloss (das heutige Rathaus) erbauen. 1733 fiel das Obere Dorf wieder zurück an Österreich. Kaiserin Maria Theresia belehnte damit 1749 Graf Johann Joseph von Preysing. Dessen Sohn verkaufte die Ortschaft 1789 an die Grafen von Degenfeld-Schonburg. Durch die Mediatisierung kam Rechberghausen Ende 1805 an Württemberg. Im Zuge der Umsetzung der neuen Verwaltungsgliederung im Königreich Württemberg wurde Rechberghausen dem Oberamt Göppingen zugeordnet.
Bei einer Hochwasserkatastrophe im Jahr 1853 starben 37 Einwohner und 8 Häuser wurden zerstört.
Die Verwaltungsreform vom 25. April 1938 führte zur Zugehörigkeit zum Landkreis Göppingen. Nach dem Zweiten Weltkrieg wurde der Ort Teil der Amerikanischen Besatzungszone und gehörte somit seit 1945 zum neu gegründeten Land Württemberg-Baden, das 1952 im jetzigen Bundesland Baden-Württemberg aufging.
In den 1980er Jahren wurde der Ortskern saniert und das Gewerbegebiet Lindach erschlossen.

### Religionen
Bis zur Reformation war Rechberghausen nach Göppingen eingepfarrt, da die Rechberger Herren jedoch römisch-katholisch blieben, wurde dort eine eigene Pfarrgemeinde eingerichtet. Konfessionell waren bis in die 1970er Jahre die Katholiken in großer Überzahl. Die katholische Kirche Mariä Himmelfahrt wurde 1912 geweiht.
Heute gibt es eine Evangelische Kirchengemeinde in Rechberghausen. Sie umfasste bis 2017 die Gemeinden Rechberghausen und Wäschenbeuren. Vor allem nach dem Zweiten Weltkrieg zogen evangelische Bewohner zu. Diese gehörten im Falle Rechberghausens zunächst zur Kirchengemeinde Bartenbach, im Falle Wäschenbeurens zur Kirchengemeinde Lorch. 1955 wurde die Filialkirchengemeinde Rechberghausen als Tochtergemeinde der Muttergemeinde Bartenbach und eine eigene Pfarrei in Rechberghausen errichtet. 1960/61 wurde durch den Stuttgarter Architekten Paul Heim jun. eine eigene Kirche, die Jesus-Christus-Kirche, mit Gemeinderäumen unten im Hanggeschoss erbaut. Der Maler und Grafiker Albrecht Braun gestaltete die Kirche außen im Eingangsbereich mit Betonreliefs (Kreuzigung, Auferstehung, Emmaus, Pfingsten) und an der Ostwand mit einem Sgraffito (Michaels Drachenkampf). 1974 wurde die Filialkirchengemeinde Rechberghausen von der Mutterkirchengemeinde Bartenbach getrennt und zur selbständigen Kirchengemeinde erhoben. Gleichzeitig wurden ihr die evangelischen Bewohner aus Wäschenbeuren zugeordnet. Wäschenbeuren wurde dann zum 1. Januar 2018 von Rechberghausen gelöst und mit der Kirchengemeinde Hohenstaufen zur neuen Kirchengemeinde am Hohenstaufen verbunden. Die Kirchengemeinde Rechberghausen ist auch Träger eines Kindergartens in Rechberghausen.

### Einwohnerentwicklung

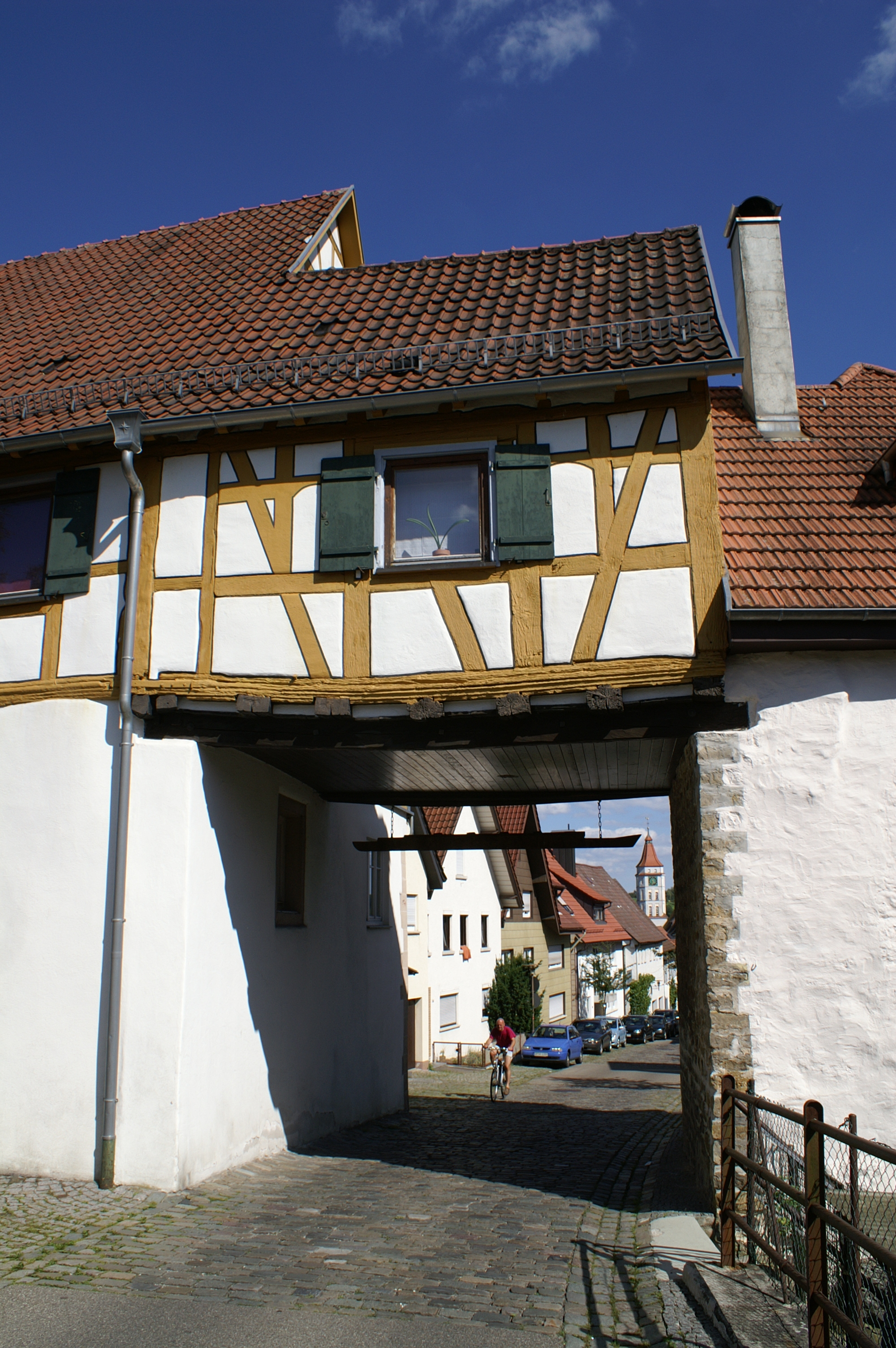
Oberes Tor

Quelle: Statistisches Landesamt Baden-Württemberg für die Daten ab 1970
| Datum              | Einwohner |
| ------------------ | --------- |
| 1837               | 0737      |
| 1907               | 1335      |
| 17. Mai 1939       | 1726      |
| 13. September 1950 | 2514      |
| 27. Mai 1970       | 4629      |
| 31. Dezember 1983  | 4916      |
| 25. Mai 1987       | 4991      |
| 31. Dezember 1991  | 5305      |
| 31. Dezember 1995  | 5245      |
| 31. Dezember 2000  | 5490      |
| 31. Dezember 2005  | 5532      |
| 31. Dezember 2010  | 5366      |
| 31. Dezember 2015  | 5424      |
| 31. Dezember 2020  | 5411      |

## Politik

Bannerflagge der Gemeinde Rechberghausen

### Verwaltungsverband
Die Gemeinde gehört mit den Nachbargemeinden Adelberg, Birenbach und Börtlingen dem Gemeindeverwaltungsverband „Östlicher Schurwald“ an, der seinen Sitz in Rechberghausen hat.

### Wappen

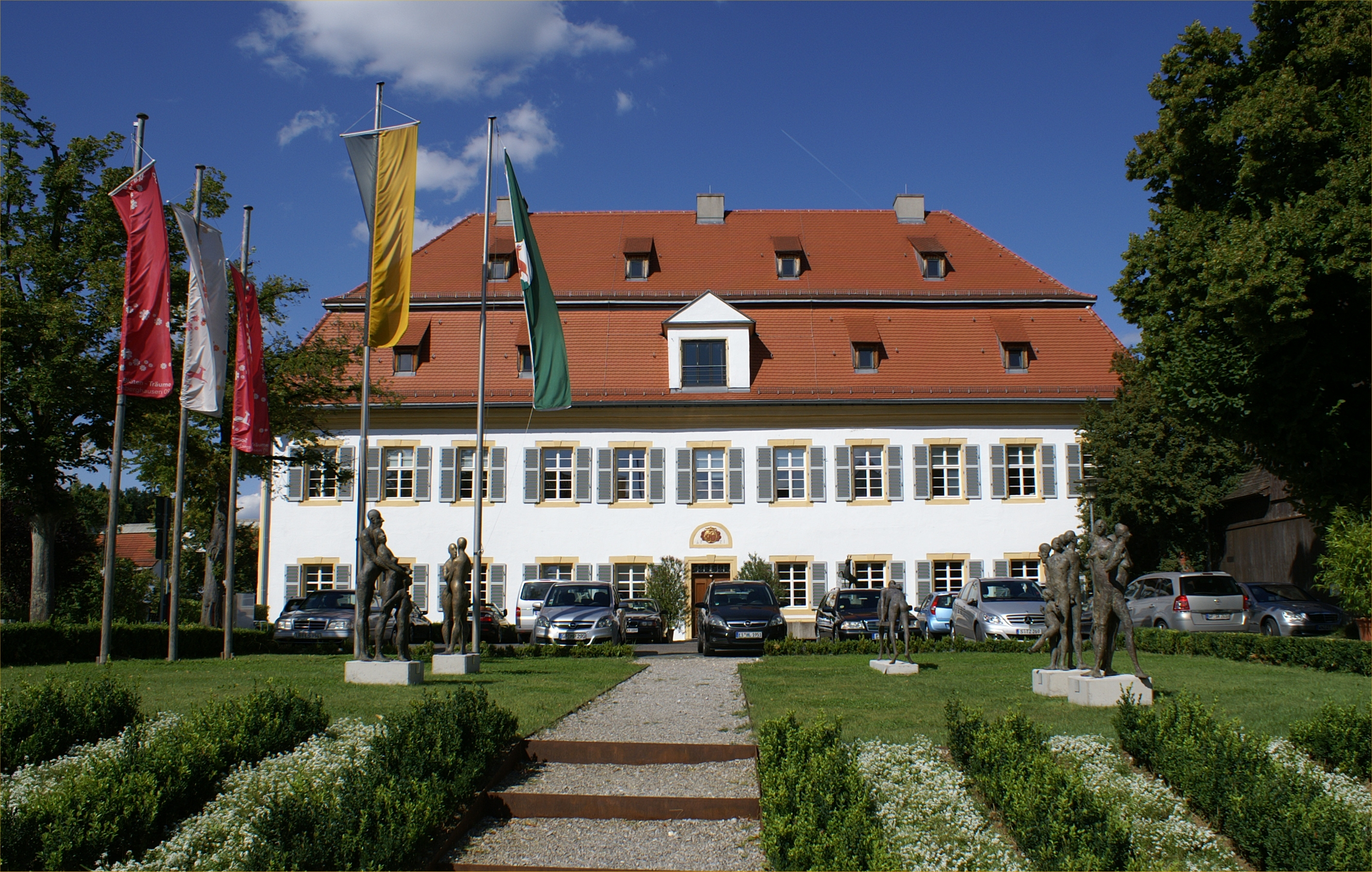
Das Neue Schloss in Rechberghausen dient heute als Rathaus

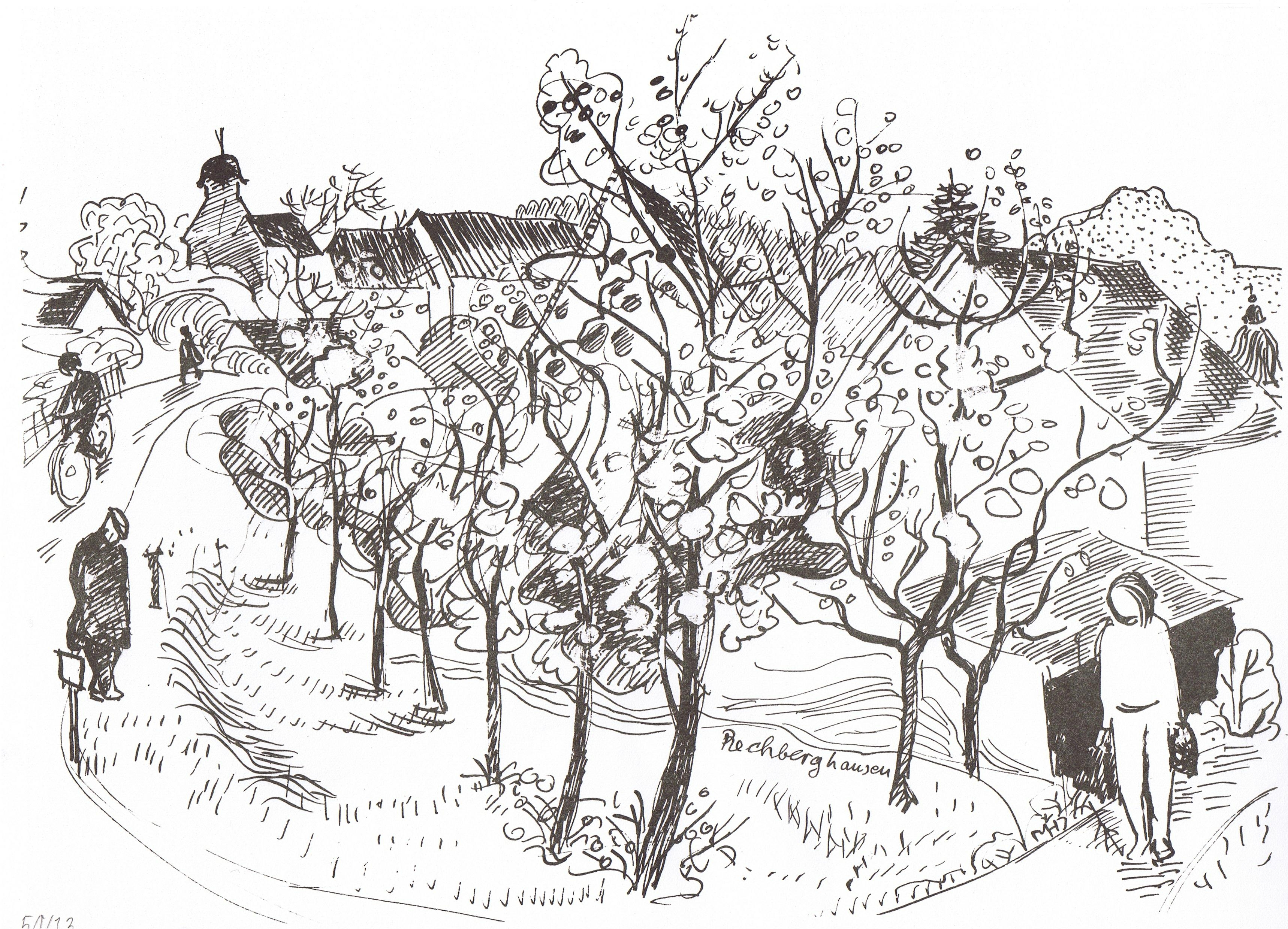
Blick auf Rechberghausen, Federzeichnung von Margret Hofheinz-Döring

| Wappen von Rechberghausen | Blasonierung: „In Silber auf grünem Dreiberg ein aufgerichteter roter Rehbock.“ |
| Wappen von Rechberghausen | Wappenbegründung: In den Jahren um 1930 zeigte das Schultheißenamtssiegel im Schild einen aufgerichteten, auf einem Dreiberg stehenden Steinbock. Da dieses Wappentier keine Beziehung zu Rechberghausen hat, nahm die Gemeinde am 16. Oktober 1932 das jetzige „redende“ Wappen an. Seine Figuren können zugleich auf den Namen der Gemeinde, wie auch auf den des Hauses Rechberg (Rehberg) bezogen werden, das den Ort bis 1789 besessen hat. Das Gemeindewappen wurde am 16. Oktober 1932 vom Innenministerium Württembergs verliehen. |

### Bürgermeister
Bürgermeisterin ist seit dem 1. Juli 2015 Claudia Dörner. Im April 2023 wurde sie mit knapp 81 % für eine zweite Amtszeit wiedergewählt. Ihr Vorgänger als Bürgermeister war Reiner Johannes Ruf, der vom 1. Dezember 1977 bis zum 30. Juni 2015 amtierte.

### Gemeinderat
Der Gemeinderat in Rechberghausen besteht aus den 18 gewählten ehrenamtlichen Gemeinderäten und der Bürgermeisterin als Vorsitzende. Die Bürgermeisterin ist im Gemeinderat stimmberechtigt.
. Die Kommunalwahl am 9. Juni 2024 führte zu folgendem Ergebnis. 
| Parteien und Wählergemeinschaften | Parteien und Wählergemeinschaften           | % 2024  | Sitze 2024 | % 2019  | Sitze 2019 | Kommunalwahl 2024Wahlbeteiligung: 66,69 % %50403020100 48,56 %13,53 %26,79 %11,12 % UBGrüneCDUSPDGewinne und Verlusteim Vergleich zu 2019 %p 12 10 8 6 4 2 0 −2 −4 −6 −8+3,50 %p−7,86 %p+11,91 %p−7,55 %pUBGrüneCDUSPD |
| UB                                | Unabhängige Bürger Rechberghausen           | 48,56   | 9          | 45,06   | 8          | Kommunalwahl 2024Wahlbeteiligung: 66,69 % %50403020100 48,56 %13,53 %26,79 %11,12 % UBGrüneCDUSPDGewinne und Verlusteim Vergleich zu 2019 %p 12 10 8 6 4 2 0 −2 −4 −6 −8+3,50 %p−7,86 %p+11,91 %p−7,55 %pUBGrüneCDUSPD |
| Grüne                             | Die Grünen                                  | 13,53   | 2          | 21,39   | 4          | Kommunalwahl 2024Wahlbeteiligung: 66,69 % %50403020100 48,56 %13,53 %26,79 %11,12 % UBGrüneCDUSPDGewinne und Verlusteim Vergleich zu 2019 %p 12 10 8 6 4 2 0 −2 −4 −6 −8+3,50 %p−7,86 %p+11,91 %p−7,55 %pUBGrüneCDUSPD |
| CDU                               | Christlich Demokratische Union Deutschlands | 26,79   | 5          | 14,88   | 3          | Kommunalwahl 2024Wahlbeteiligung: 66,69 % %50403020100 48,56 %13,53 %26,79 %11,12 % UBGrüneCDUSPDGewinne und Verlusteim Vergleich zu 2019 %p 12 10 8 6 4 2 0 −2 −4 −6 −8+3,50 %p−7,86 %p+11,91 %p−7,55 %pUBGrüneCDUSPD |
| SPD                               | Sozialdemokratische Partei Deutschlands     | 11,12   | 2          | 18,67   | 3          | Kommunalwahl 2024Wahlbeteiligung: 66,69 % %50403020100 48,56 %13,53 %26,79 %11,12 % UBGrüneCDUSPDGewinne und Verlusteim Vergleich zu 2019 %p 12 10 8 6 4 2 0 −2 −4 −6 −8+3,50 %p−7,86 %p+11,91 %p−7,55 %pUBGrüneCDUSPD |
| gesamt                            | gesamt                                      | 100,0   | 18         | 100,0   | 18         | Kommunalwahl 2024Wahlbeteiligung: 66,69 % %50403020100 48,56 %13,53 %26,79 %11,12 % UBGrüneCDUSPDGewinne und Verlusteim Vergleich zu 2019 %p 12 10 8 6 4 2 0 −2 −4 −6 −8+3,50 %p−7,86 %p+11,91 %p−7,55 %pUBGrüneCDUSPD |
| Wahlbeteiligung                   | Wahlbeteiligung                             | 66,69 % | 66,69 %    | 62,08 % | 62,08 %    | Kommunalwahl 2024Wahlbeteiligung: 66,69 % %50403020100 48,56 %13,53 %26,79 %11,12 % UBGrüneCDUSPDGewinne und Verlusteim Vergleich zu 2019 %p 12 10 8 6 4 2 0 −2 −4 −6 −8+3,50 %p−7,86 %p+11,91 %p−7,55 %pUBGrüneCDUSPD |

### Partnerstädte

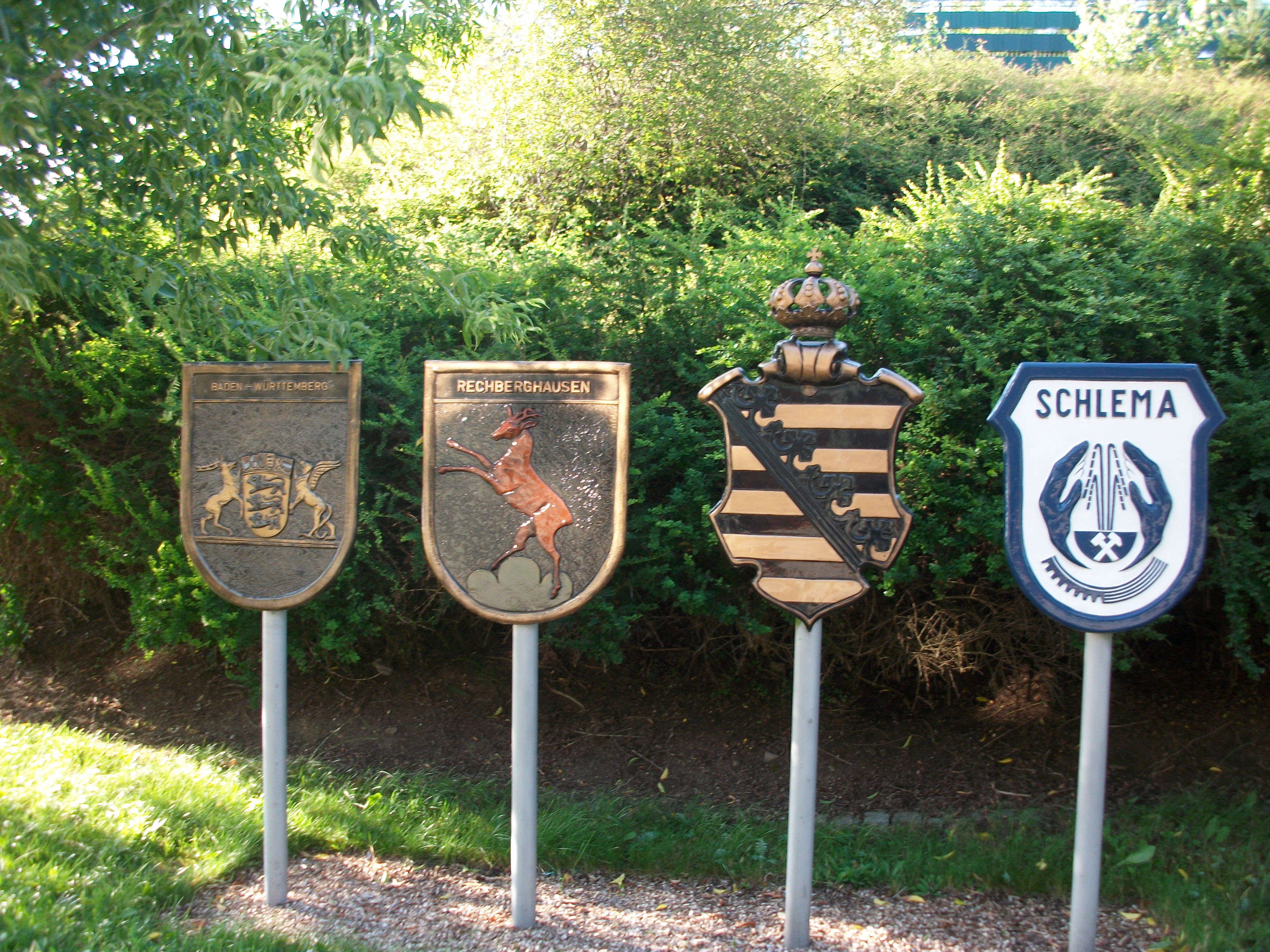
Kuranlagen in Bad Schlema, Wappen Bad Schlema und Partnerort Rechberghausen

Partnergemeinde von Rechberghausen ist seit 1991 die Gemeinde Bad Schlema in Sachsen.

## Wirtschaft und Infrastruktur

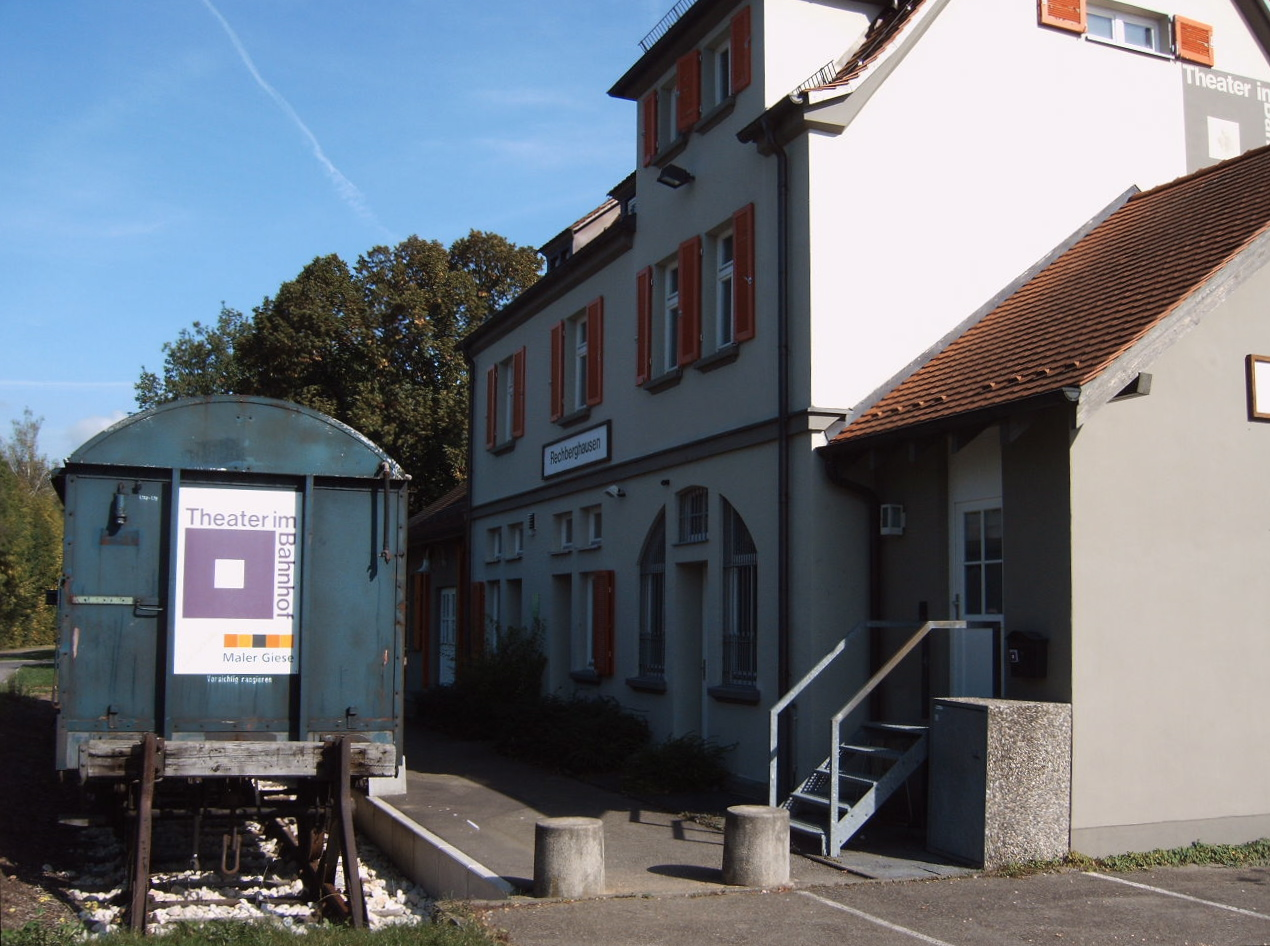
Ehemaliger Bahnhof der Hohenstaufenbahn

### Verkehr
Die Gemeinde liegt an der Bundesstraße 297 (Tübingen–Lorch). Von 1912 bis 1984 war sie durch die Hohenstaufenbahn (Schwäbisch Gmünd–Göppingen) auch an das Schienennetz angebunden.
Der Württemberger Tälerradweg führt als Landes-Fernradweg auf der Trasse der ehemaligen Bahnlinie durch Rechberghausen. Insgesamt führt er von Crailsheim nach Ulm und weiter über Göppingen nach Schwäbisch Gmünd.

### Bildung
In Rechberghausen befindet sich die Schurwald-Haupt- und Realschule. Außerdem existieren eine zweizügige Grundschule, ein kommunaler, ein römisch-katholischer und ein evangelischer Kindergarten sowie ein Waldkindergarten am Riedwäldle, angrenzend zu Wangen. Außerdem existiert in Rechberghausen eine Außenstelle der Schurwald-Volkshochschule und der Schurwald-Musikschule.

## Kultur und Sehenswürdigkeiten
- Altes Schloss Rechberghausen
- Neues Schloss Rechberghausen

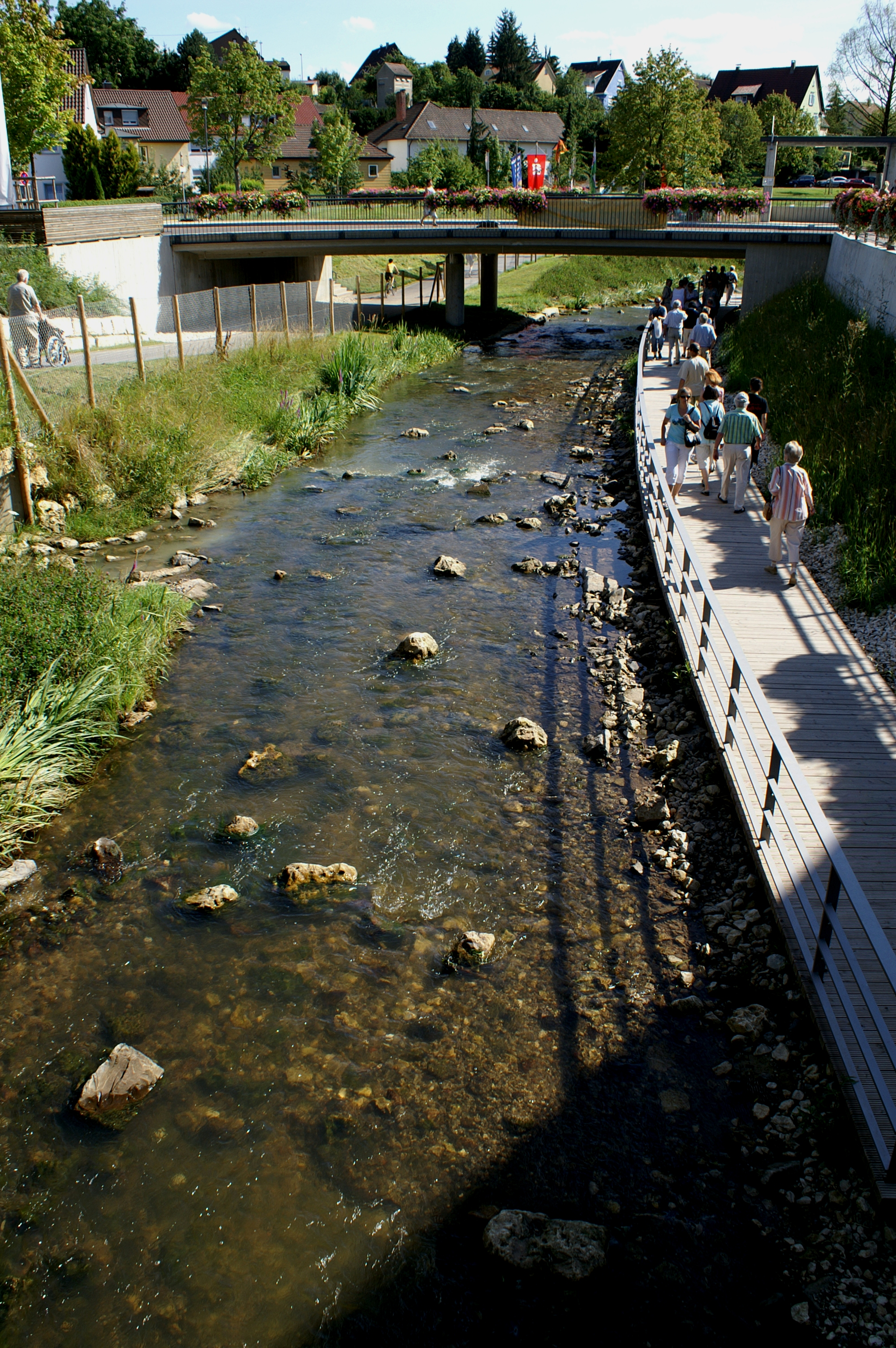
Der Marbach wurde renaturiert und naturnah gestaltet

- Katholische Pfarrkirche Mariä Himmelfahrt, 1912

### Theater
Im ehemaligen Bahnhof der Hohenstaufenbahn in der Bahnhofstraße 30 befindet sich das Amateurtheater Theater im Bahnhof mit regelmäßigem Spielplan.
Im Sommer findet jährlich die von der Gemeinde veranstaltete Kindertheaterwoche statt, bei der 3 Preise für die besten Theatergruppen verliehen werden.

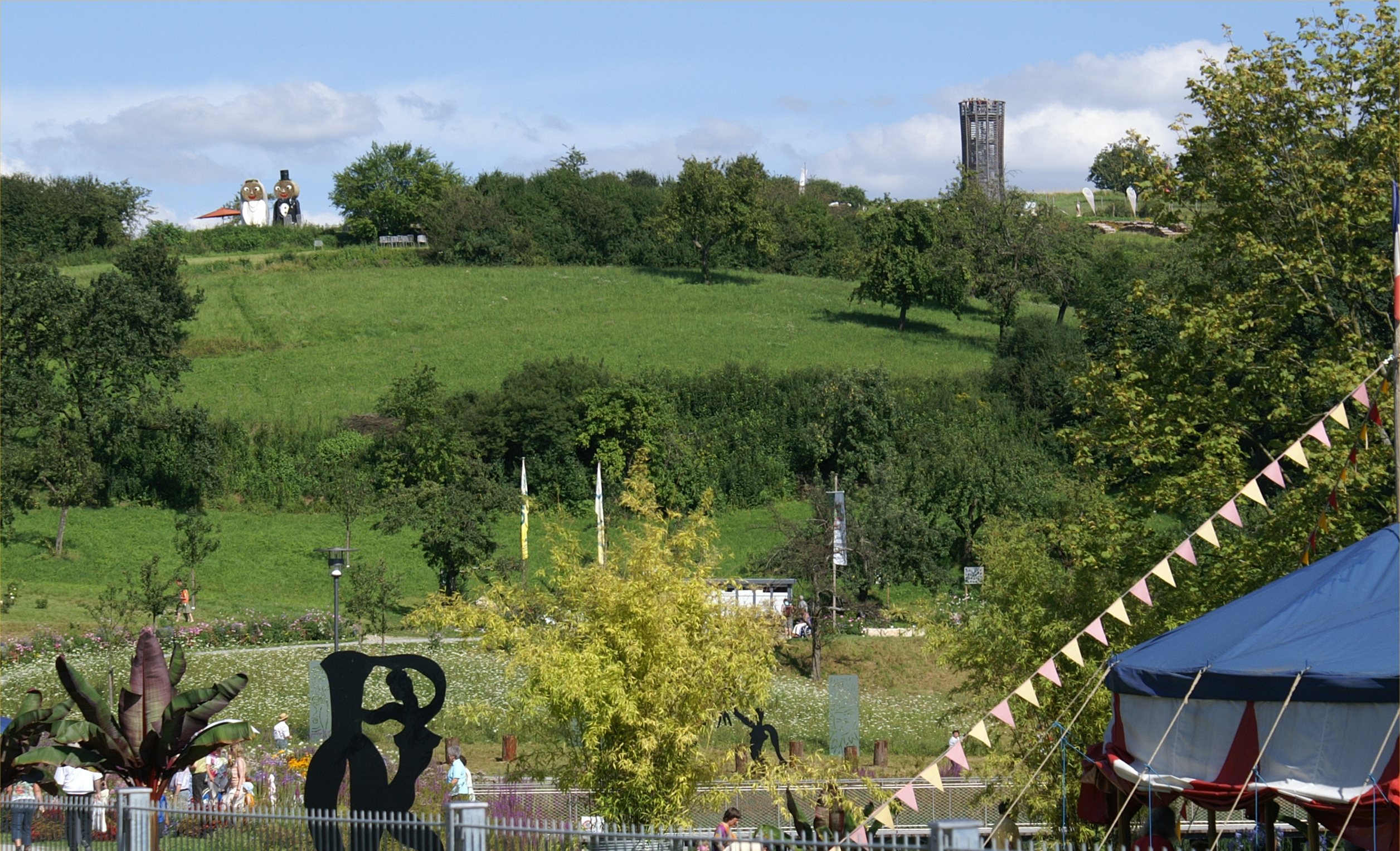
Die Gartenschau in Rechberghausen fand vom 29. Mai bis zum 20. September 2009 statt

### Grünprojekt 2009
Am 29. Mai 2009 wurde das Grünprojekt Rechberghausen eröffnet, eine kleine Landesgartenschau in Baden-Württemberg. Dazu entstand unter anderem ein Landschaftspark mit See und der 12,3 m hohe Aussichtsturm Luftikus. Die erhoffte Besucherzahl von 120.000 war am Ende der viermonatigen Veranstaltung mit über 240.000 Gästen weit übertroffen.

## Persönlichkeiten

### Söhne und Töchter der Gemeinde
- Josef Wilhelm (1875–1953), katholischer Geistlicher und Leiter der Liebenauer Anstalt
- Pankraz Stollenmayer (1889–1980), Benediktiner, Theologe und Geschichtsforscher
- Paul Scheurle (1892–1952), Bildhauer
- Wolfgang Frey (* 1942), Botaniker und Regenwaldforscher
- Franz Weber (* 1947), von 1985 bis 2009 Landrat des Landkreises Göppingen
- Peter Weigl (* 1960), Verwaltungsjurist

### Persönlichkeiten, die vor Ort gewirkt haben
- Konrad Plieninger (1928–2008), Gymnasialprofessor, Historiker, Romanist und Germanist